# Ralu Caragea
Ralú Caragea (nume la naștere: Ralú Karatzis, alternativ Rallou Karatza, în greacă Ραλλού Καρατζά; n. 1799 sau, conform altor surse, 1778, Constantinopol – d. 1870, Thonberg (astăzi face parte din orașul Leipzig), Germania) a fost o principesă și actriță greacă, conducătoare de teatru, traducătoare și participantă la Războiul de Independență al Greciei. 

## Biografia
Ralú se trăgea din familia nobilă (fanariotă) Caradja. A fost fiica cea mai mică a domnitorului fanariot Ioan Gheorghe Caragea, domn al Principatului Valahiei (1812-1818) și a soției acestuia, Elena (născută Scanevi), fiica unui bancher din Constantinopol. Formată în cultura europeană, a primit o educație aleasă: vorbea limbile greacă, franceză,  germană și turcă.
După ce tatăl său a fost învestit domn, în septembrie 1812 a venit și domnița Ralú în Țara Românească. Ruxandra, sora cea mai mare a domniței Ralú, a devenit soția domnitorului Moldovei, Mihail Suțu al II-lea (1819-1821).
În ale sale Scrisori către V. Alecsandri, Ion Ghica relata că Ralú poseda gustul frumosului, fiind o admiratoare a muzicii lui Mozart și a lui Beethoven, hrănită cu scrierile lui Schiller și Goethe. Ea a apelat la câțiva tineri greci, rude și amici din Școala grecească de la Schitu Măgureanu, studenți admiratori ai tragediilor lui Euripide și Sofocle, pentru a pune în scenă câteva piese de teatru. În 1816, cu decoruri din pânză croită și cu hârtie poleită, domnița a organizat în apartamentele sale o mică scenă pe care s-au jucat în limba elenă Oreste, Moartea fiilor lui Brutus și câteva idile ca Dafnis și Chloe.
A întemeiat prima trupă de teatru profesionist (în greacă) din țările române, pentru care a construit și un local special, Cișmeaua Roșie, pe actuala Calea Victoriei din București, la 1817. A amenajat un teatru în palatul tatălui său și a sprijinit formarea unei clase de actorie la Școala Domnească. Ea l-a trimis pe Costache Aristia la Paris pentru a studia declamația și actoria. Tatăl său a extins în 1817 această clasă de actorie, introducând studiul limbilor latină, greacă, franceză, al științelor naturale, matematicii, fizicii, Dreptului și Literelor. 
Deoarece teatrul a avut succes, a organizat o sală pentru publicul larg în București, care s-a numit Teatrul de la Cișmeaua Roșie, situat în colțul Podului Mogoșoaiei și a străzii Fântânei (azi Calea Victoriei și strada general Berthelot). A fost prima sală de spectacole permanentă din capitală. La 8 septembrie 1818 aici a avut loc prima reprezentație cu piesa „Italiana din Alger" după opera lui Rossini în interpretarea trupei Teatrului din Viena. Cât privește utilizarea teatrului ridicat de domnița Ralú, atunci când nu se prezentau spectacole, Nicolae Filimon scria în romanul său Ciocoii vechi și noi, că „domnița Ralú clădi la Cișmeaua Roșie o sală de bal, în care se adunau boierii și cucoanele de petreceau nopțile cele lungi ale iernii”.
Deoarece tatăl ei își plătise domnia pentru trei ani și stătuse șase, domnița Ralú a trebuit să-și urmeze tatăl și să fugă de creditorii otomani. A trăit în Italia iar în 1829 s-a stabilit la Atena, unde a trăit cu toată familia.
A finanțat mișcarea Eteria (o parte din avere fusese trimisă la Moscova încă de când tatăl ei era domn al Țării Românești) și a luptat pentru independența Greciei. 
Sprijinul acordat de domnița Ralú artei dramatice a încetat odată cu fuga lui Caragea, la 29 septembrie 1818. Teatrul a mai fost foarte activ între anii 1818 și 1820, dar a fost distrus de un incendiu în anul 1825. Activitatea teatrală din București a fost reluată abia în 1833, când Ion Câmpineanu și Ion Heliade-Rădulescu au înființat Societatea Filarmonică, al cărei țel declarat era încurajarea dramaturgiei naționale.
Ralú Caragea a fost căsătorită cu Georgios Argyropoulos (fost caimacan al Țării Românești și ban al Craiovei) și a avut doi copii.

## Literatură referitoare la domnița Ralu
- Petru Manoliu: Domnița Ralú Caragea (roman istoric), Editura „Naționala-Ciornei”, 1939

## Domnița Ralú Caragea, personaj de film
Domnița Ralú Caragea a fost personaj principal în filmul românesc Zestrea domniței Ralu (1971), regizat de Dinu Cocea după un scenariu scris de Eugen Barbu și Mihai Opriș. Rolul titular a fost interpretat de actrița Aimée Iacobescu. Personajul apare și în alte două filme realizate în același an (1971): Haiducii lui Șaptecai și Săptămîna nebunilor, fiind interpretat de aceeași actriță - Aimée Iacobescu.